# Epichorista eribola
Epichorista eribola es una especie de polilla del género Epichorista, categorizada en la tribu Archipini, de la subfamilia Tortricinae.

## Distribución
Se distribuye por Oceanía: en Nueva Zelanda, en el suburbio de Ōtara.

## Taxonomía
Fue descrita por Edward Meyrick en 1889.
Tratamiento taxonómico
La especie aparece registrada y publicada en Transactions of the New Zealand Institute 21: 156.